# Даніель Ґюнтер
Даніель Ґюнтер (нім. Daniel Günther; нар. 24 липня 1973) — німецький політик Християнсько-демократичного союзу Німеччини (ХДС). З 28 червня 2017 року він є міністром-президентом Шлезвіґ-Гольштайну. З 1 листопада 2018 року до 31 жовтня 2019 року він обіймав посаду президента Бундесрату. Його наступником став Дітмар Войдке.

## Ранні роки життя та освіта
Ґюнтер вивчав політику та психологію в Кільському університеті.

## Кар'єра

### Кар'єра в державній політиці
Ґюнтер був членом ландтаґу Шлезвіґ-Гольштайну з часу земельних виборів 2009 року. В парламенті він був членом комітету з питань освіти (2009–2014) та фінансового комітету (2009–2012). З 2014 до 2017 року він працював головою парламентської групи ХДС. На цій посаді він також був членом Ради старійшин.
Коли в кінці 2016 року Інґберт Лібінґ пішов у відставку з посади провідного кандидата на земельних вибориах 2017 року після стабільно поганих результатів голосування, Ґюнтер перейняв посаду.
З 28 червня 2017 року Ґюнтер обіймає посаду 14-го міністра Шлезвіґ-Гольштайну. Як один із представників держави в Бундесраті, він також є членом Комітету із закордонних справ.

### Роль у національній політиці
Ґюнтер був делегатом ХДС від Федеральних зборів з метою обрання президента Німеччини в 2017 році. На невдалих переговорах про формування коаліційного уряду з Християнсько-соціальним союзом у Баварії (ХСС), Вільною демократичною партією (СвДП) та Партією зелених після національних виборів 2017 року він був у складі делегації 19 членів ХДС. На подальших переговорах з соціал-демократами він очолив робочу групу з питань транспорту та інфраструктури, цього разу разом з Томасом Штроблем та Сереном Бартолом.

## Інша діяльність
- Музичний фестиваль Шлезвіґ-Гольштайн, Ex-Officio голова Опікунської ради (з 2017 р.)[11]
- Державне агентство з питань громадянської освіти, член опікунської ради (з 2012 р.)
- Stadtwerke Eckernförde, член Спостережної ради підприємства (1998–2005)

## Політичні позиції
Напередодні виборів керівництва християнських демократів у 2018 році Ґюнтер публічно підтримав Аннегрет Крамп-Карренбауер, яка стала наступницею Меркель на посаді голови партії. На виборах керівництва 2021 року він згодом підтримав Арміна Лашета та підтримав його як спільного кандидата християнських демократів на зміну канцлеру Ангелі Меркель на федеральних виборах 2021 року.

## Особисте життя
Ґюнтер одружений з лікаркою-педіатром. У пари є дві доньки.